# John Hart (Gitarrist)
John Hart  (* 15. Juni 1961 in Fort Belvoir, Virginia) ist ein US-amerikanischer Jazz-Gitarrist.

## Leben und Wirken
Hart begann im Alter von zwölf Jahren mit dem Gitarrenspiel, graduierte 1983 an der University of Miami und zog dann nach New York City. Dort arbeitete er mit Terumasa Hino, Larry Goldings und mit Jack McDuff (1993), mit dem er auf Tournee ging. Dann arbeitete er mit Diane Hubka. Bekanntheit erlangte er durch jeweils zwei Alben für Blue Note Records und Concord Records; auf dem Album High Drama wirkten Chris Potter, Marc Copland, Jay Anderson und Jeff Hirshfield mit. 2004 entstand das Album Indivisible für Hep Records mit stilistischen Anleihen bei Jim Hall und John Scofield.
Außerdem arbeitet Hart als Musikpädagoge an der Frost School of Music der University of Miami und wirkte bei Aufnahmen von Chris Potter (Pure, 1994), Steve Davis und Bob Belden (Straight to My Heart, 1991).
Die Autoren Richard Cook und Brian Marton sehen Hart in der Tradition von Wes Montgomery und Jim Hall.

## Diskographische Hinweise
- One Down (Blue Note, 1988)
- Trust (Somethin’ Else, 1991)
- High Drama (Concord, 1995)
- Bridges (Concord, 1996)
- Svenes fro a Song (Hep, 2000)
- Indivisible (Hep Records, 2004)
- Standards: Green and Blue (Hep Records, 2006)
- Unit 1 (Wavetone Records, 2013)
- Checkmate (SteepleChase, 2021), mit David Wong, Andy Watson